# Knut Olav Rindarøy
Knut Olav Rindarøy (Molde, 17 juli 1985) is een Noors betaald voetballer die speelt als verdediger. Hij staat sinds 2003 onder contract bij Molde FK.

## Clubcarrière
Rindarøy speelde zijn hele carrière in het betaald voetbal in de Noorse competitie bij Molde, met een verhuurperiode bij Deportivo La Coruña in de Primera División in het seizoen 2010/11 als uitzondering. Bij Deportivo speelde hij zes wedstrijden, waarvan niet meer dan één werd gewonnen. Op 8 januari 2011 verloor hij met de club met 0–4 in de thuiswedstrijd tegen FC Barcelona; enkele dagen later kwam Rindarøy in de bekerwedstrijd tegen UD Almería (0–1 verlies) voor het laatst in actie voor Deportivo La Coruña. Met Molde FK boekte hij meer succes en won hij de landstitel in 2011, 2012 en 2014. In 2007 werd de Adeccoligaen, het tweede niveau in Noorwegen, gewonnen en werd promotie afgedwongen, terug naar het hoogste niveau. Ook won Rindarøy met Molde driemaal de Noorse voetbalbeker. In mei 2014 speelde hij zijn tweehonderdste wedstrijd (alle competities tezamen) in dienst van de club.

## Interlandcarrière
Onder leiding van bondscoach Egil Olsen maakte Rindarøy zijn debuut in het Noors voetbalelftal op 10 oktober 2009 in het oefenduel tegen Zuid-Afrika (1–0 winst). Hij viel in de wedstrijd na rust in voor Morten Gamst Pedersen. Rindarøy speelde in totaal twee interlands voor zijn vaderland.

## Erelijst
Molde FK
- Landskampioen

2011, 2012, 2014
- Beker van Noorwegen

2005, 2013, 2014
- 1. divisjon

2007